# Campeonato da Europa de Atletismo de 2022 - Revezamento 4x400 m feminino
A prova dos 4 x 400 metros estafetas feminino do Campeonato da Europa de Atletismo de 2022 foi disputada nos dias 19 e 20 de agosto de 2022, no Estádio Olímpico de Munique, em Munique na Alemanha.

## Recordes
Antes desta competição, os recordes mundiais e do campeonato nesta prova eram os seguintes:
|                       | Nome                                                               | Nacionalidade     | Tempo     | Local     | Data                 |
| --------------------- | ------------------------------------------------------------------ | ----------------- | --------- | --------- | -------------------- |
| Recorde mundial       | (Tatyana Ledovskaya, Olga Nazarova Mariya Pinigina, Olga Bryzgina) | União Soviética   | 3m 15s 17 | Seul      | 1 de outubro de 1988 |
| Recorde europeu       | (Tatyana Ledovskaya, Olga Nazarova Mariya Pinigina, Olga Bryzgina) | União Soviética   | 3m 15s 17 | Seul      | 1 de outubro de 1988 |
| Recorde do campeonato | (Kirsten Emmelmann, Sabine Busch Petra Müller, Marita Koch)        | Alemanha Oriental | 3m 16s 87 | Estugarda | 31 de agosto de 1986 |

## Medalhistas
| Ouro | Prata | Bronze |
| Países Baixos · Eveline Saalberg · Lieke Klaver · Lisanne de Witte · Femke Bol · Andrea Bouma* · Laura de Witte* | Polónia · Anna Kiełbasińska · Iga Baumgart-Witan · Justyna Święty-Ersetic · Natalia Kaczmarek · Kinga Gacka* · Małgorzata Hołub-Kowalik* | Reino Unido · Victoria Ohuruogu · Ama Pipi · Jodie Williams · Nicole Yeargin · Zoey Clark* · Laviai Nielsen* |

* Indica que o atleta só competiu nas baterias e recebeu medalhas.

## Cronograma
Todos os horários são locais (UTC+2).
| Data         | Hora  | Evento  |
| ------------ | ----- | ------- |
| 19 de agosto | 11:40 | Bateria |
| 20 de agosto | 21:45 | Final   |

## Resultados

### Bateria
Qualificação: 3 atletas de cada bateria (Q) mais os 2 melhores qualificados (q). 
| Posição | Bateria | Raia | Nacionalidade | Atletas                                                                          | Tempo   | Notas                |
| ------- | ------- | ---- | ------------- | -------------------------------------------------------------------------------- | ------- | -------------------- |
| 1       | 1       | 3    | Reino Unido   | Zoey Clark, Ama Pipi, Nicole Yeargin, Laviai Nielsen                             | 3:23.79 | Q                    |
| 2       | 1       | 5    | Bélgica       | Naomi Van den Broeck, Imke Vervaet, Helena Ponette, Camille Laus                 | 3:25.44 | Q,                   |
| 3       | 2       | 8    | Países Baixos | Andrea Bouma, Lieke Klaver, Laura de Witte, Lisanne de Witte                     | 3:25.84 | Q,                   |
| 4       | 1       | 1    | Polónia       | Kinga Gacka, Małgorzata Hołub-Kowalik, Justyna Święty-Ersetic, Natalia Kaczmarek | 3:26.05 | Q,                   |
| 5       | 2       | 1    | Irlanda       | Sophie Becker, Phil Healy, Rhasidat Adeleke, Sharlene Mawdsley                   | 3:26.06 | Q,                   |
| 6       | 2       | 6    | Suíça         | Silke Lemmens, Julia Niederberger, Annina Fahr, Sarah King                       | 3:26.83 | Q,                   |
| 7       | 1       | 4    | Espanha       | Eva Santidrián, Aauri Lorena Bokesa, Berta Segura, Laura Hernández               | 3:27.76 | q,                   |
| 8       | 2       | 3    | Alemanha      | Alica Schmidt, Mona Mayer, Jessica-Bianca Wessolly, Luna Thiel                   | 3:27.92 | q,                   |
| 9       | 1       | 2    | Itália        | Anna Polinari, Raphaela Boaheng Lukudo, Virginia Troiani, Alice Mangione         | 3:28.14 |                      |
| 10      | 1       | 6    | Hungria       | Evelin Nádházy, Bianka Bartha-Kéri, Fanni Rapai, Janka Molnár                    | 3:29.39 | Recorde da temporada |
| 11      | 2       | 2    | França        | Sokhna Lacoste, Marjorie Veyssiere, Diana Iscaye, Amandine Brossier              | 3:29.64 |                      |
| 12      | 1       | 8    | Noruega       | Linn Oppegaard, Elisabeth Slettum, Line Kloster, Nora Kollerød Wold              | 3:31.36 |                      |
| 13      | 2       | 4    | Eslovênia     | Agata Zupin, Aneja Simončič, Maja Pogorevc, Anita Horvat                         | 3:31.57 |                      |
| 14      | 2       | 5    | Grécia        | Korina Politi, Andrianna Ferra, Despoina Mourta, Dimitra Gnafaki                 | 3:33.33 | Recorde da temporada |
| 15      | 2       | 7    | Finlândia     | Milja Thureson, Mette Baas, Aino Pulkkinen, Kristiina Halonen                    | 3:33.40 |                      |
| 16      | 1       | 7    | Chéquia       | Tereza Petržilková, Nikoleta Jíchová, Martina Hofmanová, Lada Vondrová           | DSQ     | TR24.8               |

### Final
A final ocorreu no dia 20 de agosto às 21:45.
| Posição           | Raia | Atletas       | Nacionalidade                                                                    | Tempo   | Notas                |
| ----------------- | ---- | ------------- | -------------------------------------------------------------------------------- | ------- | -------------------- |
| Medalha de ouro   | 6    | Países Baixos | Eveline Saalberg, Lieke Klaver, Lisanne de Witte, Femke Bol                      | 3:20.87 | EL,                  |
| Medalha de prata  | 7    | Polónia       | Anna Kiełbasińska, Iga Baumgart-Witan, Justyna Święty-Ersetic, Natalia Kaczmarek | 3:21.68 | Recorde da temporada |
| Medalha de bronze | 3    | Reino Unido   | Victoria Ohuruogu, Ama Pipi, Jodie Williams, Nicole Yeargin                      | 3:21.74 | Recorde da temporada |
| 4                 | 4    | Bélgica       | Cynthia Bolingo, Hanne Claes, Helena Ponette, Camille Laus                       | 3:22.12 | Recorde nacional     |
| 5                 | 1    | Alemanha      | Luna Thiel, Mona Mayer, Alica Schmidt, Carolina Krafzik                          | 3:26.09 | Recorde da temporada |
| 6                 | 5    | Irlanda       | Sophie Becker, Phil Healy, Rhasidat Adeleke, Sharlene Mawdsley                   | 3:26.63 |                      |
| 7                 | 8    | Suíça         | Silke Lemmens, Julia Niederberger, Annina Fahr, Sarah King                       | 3:26.94 |                      |
| 8                 | 2    | Espanha       | Eva Santidrián, Aauri Lorena Bokesa, Berta Segura, Sara Gallego                  | 3:29.70 |                      |

Legenda
| Recorde mundial       | Recorde mundial (World record)               |                       | Recorde africano                      | Recorde africano (African) |                                           | Q | Classificado por posição (Qualified) |
| Recorde do campeonato | Recorde do campeonato (Championship record)  | Recorde da América    | Recorde da América (Americas)         | q                          | Classificado por melhor tempo (Qualified) |   |                                      |
| Melhor marca do ano   | Melhor marca do ano (World leading)          | Recorde asiático      | Recorde asiático (Asian)              | DNS                        | Não largou (Did not start)                |   |                                      |
| Recorde nacional      | Recorde nacional (National record)           | Recorde europeu       | Recorde europeu (European)            | DNF                        | Não terminou (Did not finish)             |   |                                      |
| Recorde pessoal       | Recorde pessoal do atleta (Personal best)    | Recorde da Oceania    | Recorde da Oceania (Oceania)          | DSQ / DQ                   | Desclassificado (Disqualified)            |   |                                      |
| Recorde da temporada  | Recorde da temporada do atleta (Season best) | Recorde sul-americano | Recorde sul-americano (South America) | NM                         | Sem marca (No mark)                       |   |                                      |